# IC 3960
IC 3960 ist eine linsenförmige Galaxie mit aktivem Galaxienkern vom Hubble-Typ SB0 im Sternbild Coma Berenices am Nordsternhimmel. Sie ist schätzungsweise 296 Millionen Lichtjahre von der Milchstraße entfernt und hat einen Durchmesser von etwa 35.000 Lj. Die Galaxie gilt als  Mitglied des Coma-Galaxienhaufens Abell 1656.

Im selben Himmelsareal befinden sich u. a. die Galaxien IC 3946, IC 3949, IC 3959, IC 3963.
Das Objekt wurde am 12. Mai 1896 von Hermann Kobold entdeckt.